# Batouri
Batouri är en ort i Kamerun.   Den ligger i regionen Östra regionen, i den sydöstra delen av landet, 300 km öster om huvudstaden Yaoundé. Batouri ligger 631 meter över havet och antalet invånare är 43 821.
Terrängen runt Batouri är platt. Trakten runt Batouri är glesbefolkad, med 11 invånare per kvadratkilometer. Det finns inga andra samhällen i närheten. I omgivningarna runt Batouri växer i huvudsak städsegrön lövskog.